# NGC 2418
NGC 2418 (również PGC 21382, UGC 3931 lub Arp 165) – galaktyka eliptyczna (E), znajdująca się w gwiazdozbiorze Bliźniąt. Odkrył ją Édouard Jean-Marie Stephan 23 stycznia 1874 roku.